# I en annan del av världen
I en annan del av världen är en sång skriven av Uno Svenningsson, Arne Johansson och Dan Sundquist, och inspelad av den svenska popgruppen Freda' 1988 på albumet Tusen eldar . Singeln från samma år innehöll "Glädjetåg" som B-sida .
Shirley Clamp tolkade låten 2006 på albumet Favoriter på svenska .
Tomas Andersson Wij spelade in en syntpopvariant av låten under Så mycket bättre 2017.

### Fotnoter
1. ↑  Information i Svensk mediedatabas.
2. ↑  Information i Svensk mediedatabas.
3. ↑  Information i Svensk mediedatabas.
4. ↑  Urban Thoms (23 oktober 2017). ”Det finns mer under ytan i "Så mycket bättre"” (på svenska). Dagen. http://www.dagen.se/kronikor/det-finns-mer-under-ytan-i-sa-mycket-battre-1.1044577. Läst 6 november 2017.